# Bashar Bani Yaseen
Bashar Bani Yaseen (en árabe: بشار مصطفى بني ياسين‎; Irbid, Jordania; 1 de junio de 1977) es un exfutbolista de Jordania que jugaba en la posición de defensa.

## Carrera

### Club
| Periodo   | Club                     |
| --------- | ------------------------ |
| 1997–2006 | Al-Hussein Irbid         |
| 2006      | → Muharraq Club (cedido) |
| 2006–2011 | Al-Jazira Ammán          |
| 2009–2010 | → Al-Hazm Rass (cedido)  |
| 2011      | → Muharraq Club (cedido) |
| 2011–2012 | Al-Wehdat SC             |
| 2012–2014 | Al-Arabi Club            |
| 2014–2015 | Sur Club                 |

### Selección nacional
Jugó para Jordania en 100 ocasiones de 1999 a 2012 y anotó un gol, el cual fue en la derrota por 1-2 ante Uzbekistán el 21 de enero de 2011 por la Copa Asiática 2011. Jugó dos ediciones de la Copa Asiática, los Juegos Panarábicos de 1999, la Copa de Naciones Árabe 2002 y cinco ediciones del Campeonato de la WAFF.

## Logros
- Copa FA Shield de Jordania (2): 2003, 2005
- Supercopa de Jordania (1): 2003
- Liga Premier de Baréin (2): 2005-06, 2010-11
- Copa del Rey de Baréin (1): 2011
- Copa Príncipe de la Corona de Baréin (1): 2006
- Supercopa de Baréin (1): 2006